# Bahnhof King’s Cross

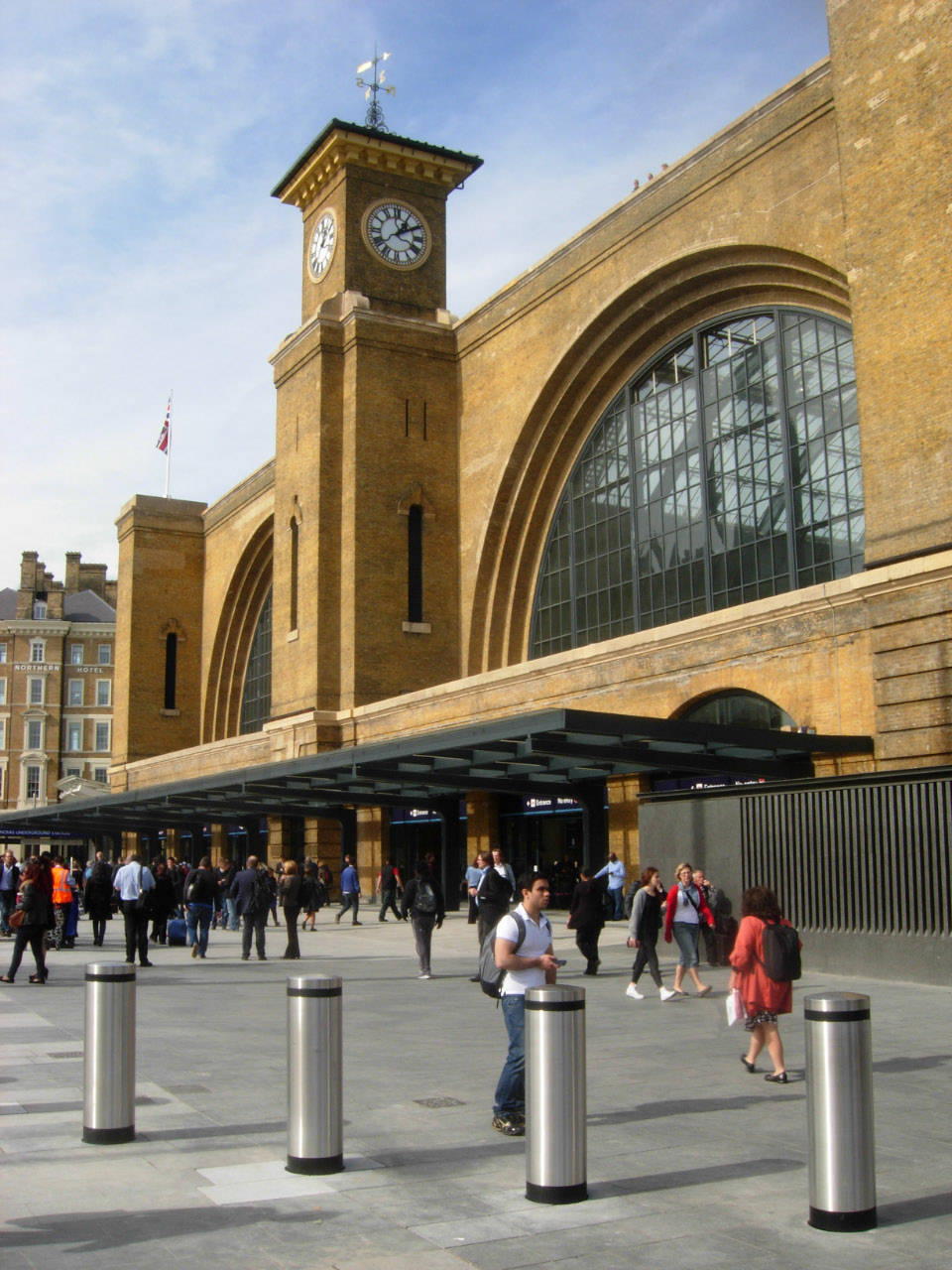
Südfassade von 1852

Die London King’s Cross Station (oft nur kurz King’s Cross, auch ohne Apostroph Kings Cross geschrieben) ist ein wichtiger Bahnhof in London. Die Endstation der East Coast Main Line befindet sich im Stadtbezirk London Borough of Camden, gleich neben dem Bahnhof St Pancras. King’s Cross ist nach einem nicht mehr existenten Denkmal für König Georg IV. benannt. Im Jahr 2011 nutzten 26,255 Millionen Fahrgäste den Bahnhof.

## Funktion

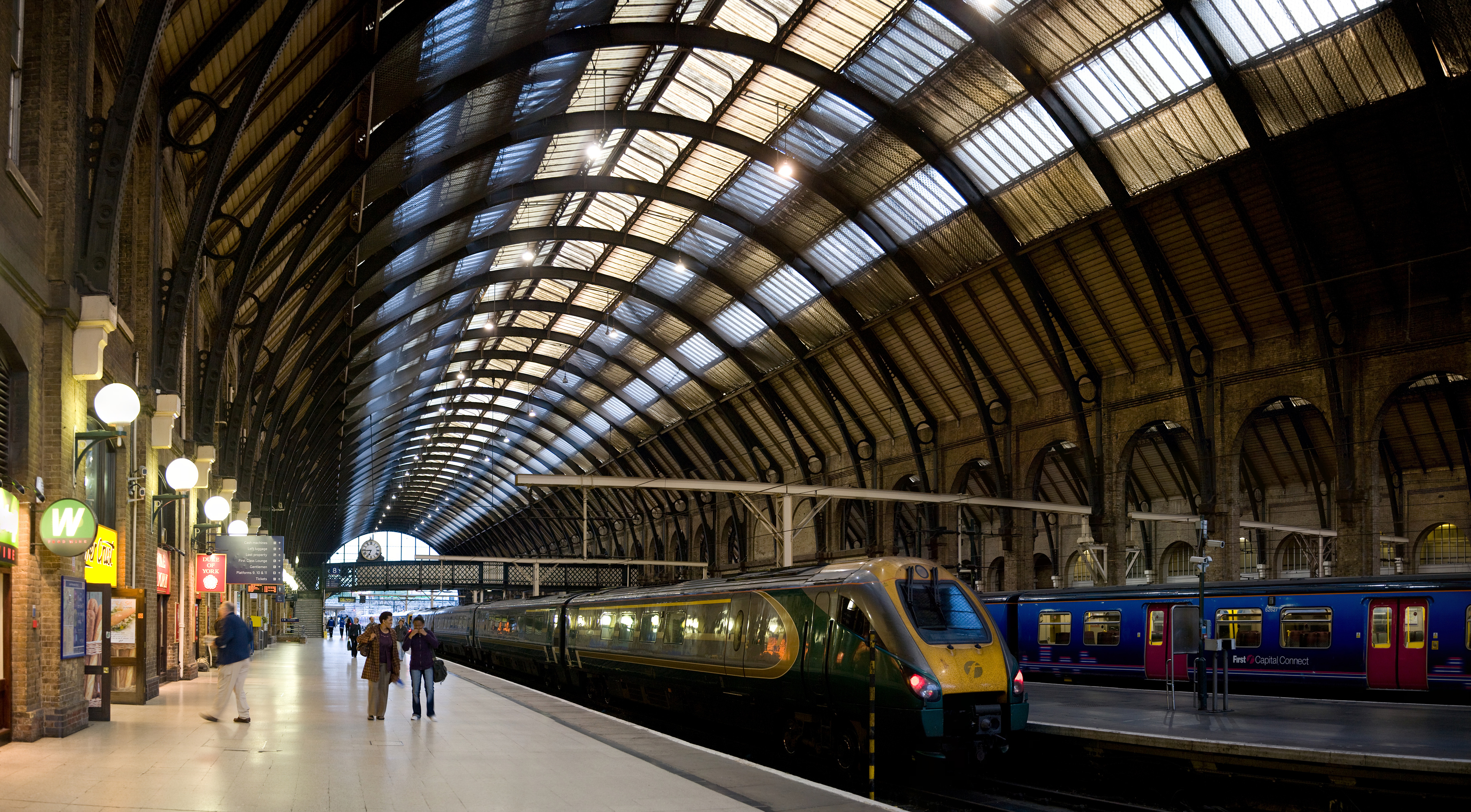
Ein Zug der Great North Eastern Railway (GNER) im Bahnhof King’s Cross

Der Bahnhof ist die Endstation der Eisenbahnlinien aus dem Nordosten Englands und dem Osten Schottlands. Hier verkehren Züge u. a. nach Cambridge, York, Durham, Newcastle und Edinburgh. Unterhalb des Bahnhofs befindet sich die weitläufige U-Bahn-Station King’s Cross St. Pancras, wo sich sechs Linien der London Underground kreuzen. Bei einer Brandkatastrophe am 18. November 1987 in der U-Bahn-Station starben 31 Menschen. Eine hölzerne Rolltreppe, die von der U-Bahn in die Schalterhalle des Bahnhofs führte, war in Brand geraten. Das Feuer breitete sich extrem schnell in die Schalterhalle aus, die dadurch für viele Menschen zur Todesfalle wurde.
Etwa fünf Gehminuten entfernt befindet sich die teilweise unterirdische Station King’s Cross Thameslink.
Seit der Privatisierung des britischen Eisenbahnnetzes verkehren ab King’s Cross hauptsächlich Züge folgender Bahngesellschaften:
- East Coast: Intercity-Verbindungen entlang der östlichen Hauptlinie (East Coast Main Line)
- First Capital Connect: Schnellzüge nach Cambridge und King’s Lynn sowie Vorortszüge nach Nord-London, Hertfordshire, Bedfordshire und Peterborough
- Hull Trains: Direkte Schnellzüge nach Kingston upon Hull
- Grand Central Railway: Schnellzüge nach Sunderland via York und Hartlepool (ab September 2007)

## Geschichte und Empfangsgebäude
King’s Cross wurde als Endstation für die Great Northern Railway geplant und gebaut. Der verantwortliche Architekt war Lewis Cubitt, die Bauarbeiten begannen 1851 auf dem Gelände eines ehemaligen Fieber- und Pockenkrankenhauses. Der neue Bahnhof ersetzte ein Provisorium an der Maiden Lane, das am 8. August 1850 eröffnet worden war. Der Hauptteil des Gebäudes, der heute die Gleise 1 bis 8 umfasst, wurde am 14. Oktober 1852 eröffnet. Westlich des Bahnhofsgebäudes nahm die Bahngesellschaft 1854 ihr Great Northern Hotel in Betrieb.

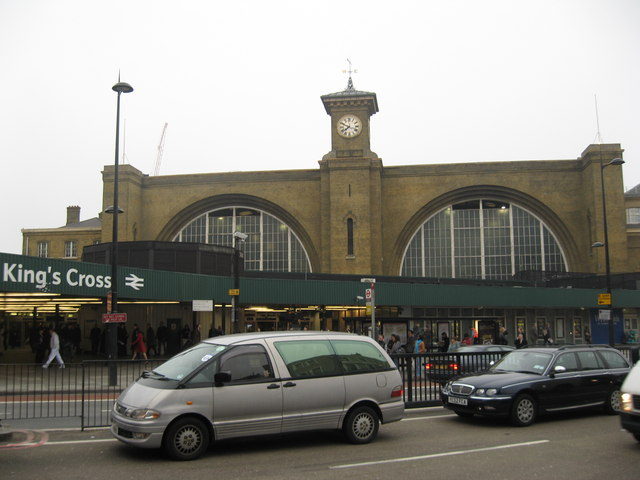
Bahnhofsvorplatz mit dem 1972 errichteten und 2013 abgerissenen Anbau

Die Anordnung der Gleise ist mehrmals geändert worden: Zu Beginn gab es – wie im Betrieb großer Endbahnhöfe damals üblich – nur je ein Ankunfts- und Abfahrtsgleis (heute der Bereich der Gleise 1 bis 8), die Gleise dazwischen wurden als Abstellanlage und für das Umsetzen von Lokomotiven genutzt. Wegen des wachsenden Verkehrs wurde der Bahnhof ständig erweitert. Ein zweites Gebäude mit den Gleisen 9 bis 11 kam hinzu. An der Vorderseite des Bahnhofs wurde 1972 ein einstöckiger Erweiterungsbau errichtet, der die denkmalgeschützte Fassade der Haupthalle verstelle.

## Sanierung und Erweiterung

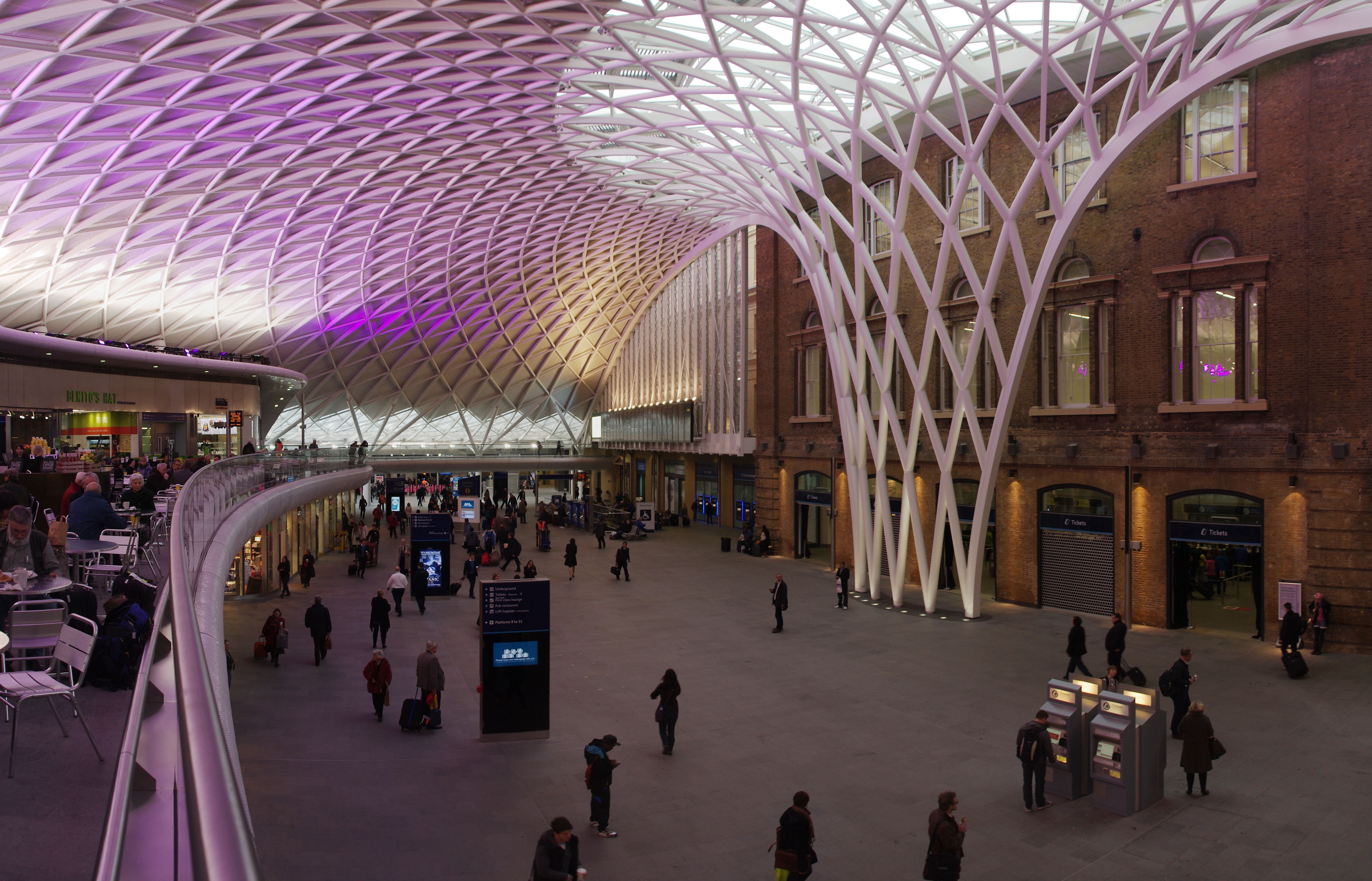
Neue Schalterhalle

In den Jahren 2008 bis 2013 wurde der Bahnhof für 547 Millionen Pfund grundlegend renoviert und erweitert, nachdem schon 2007 der benachbarte Bahnhof St. Pancras zum Eurostar-Terminal ausgebaut worden war. Die Maßnahme umfasste eine Vielzahl von Einzelmaßnahmen:
- Das Hallendach wurde saniert.
- Seitlich der Haupthalle wurde ein zusätzliches Gleis „0“ neben Gleis 1 angelegt, auch um eine Ausweichmöglichkeit für die Gleissperrungen während der Bauzeit zu schaffen.
- In der Haupthalle wurden Fußgängerbrücken als Bahnsteigzugänge errichtet bzw. erweitert.
- Das Great Northern Hotel wurde saniert und ist wieder als Luxushotel in Betrieb.[5]
- Im Bereich zwischen dem Great-Northern-Hotel und dem historischen Empfangsgebäude wurde eine unterirdische Schalterhalle für den U-Bahnhof King’s Cross St. Pancras mit neuen, barrierefreien Bahnsteigzugängen gebaut,
- und dann darüber die neue, halbkreisförmige Schalterhalle der Bahn errichtet. Von ihr sind die Bahnsteige, die U-Bahnen und der Bahnhof St. Pancras auf kurzen Wegen erreichbar. Durch das Londoner System der Bahnsteigsperren wird geregelt, dass die abfahrenden Fahrgäste die Bahnsteige über das Obergeschoss der neuen Halle und die neuen Fußgängerbrücken erreichen und die ankommenden das Gebäude ebenerdig über den Querbahnsteig verlassen.

Der erneuerte Bahnhof wurde am 19. März 2012, rechtzeitig zu den Olympischen Sommerspielen, eröffnet. Nach den Spielen wurde der Anbau von 1972 abgebrochen und wieder ein repräsentativer Bahnhofsplatz angelegt, der die historische Fassade wieder zur Geltung bringt.
Gleichzeitig wird das Gelände nördlich von King’s Cross als neues Stadtquartier entwickelt. Dieser Bereich zwischen den Gleisanlagen von King’s Cross und St. Pancras war durch Industriebrachen wie ein früheres Gaswerk, den Güterbahnhof, das Bahnbetriebswerk und einen Kanalhafen geprägt. Die wichtigsten historischen Gebäude wie die Gaskessel und die Güterhalle bleiben erhalten, im Übrigen ist eine stark verdichtete Hochhausbebauung vorgesehen. Im November 2013 wurde der von Dan Pearson gestaltete West Handyside Park eröffnet. In der Gestaltung greift Pearson auf heimische Pflanzen und Neophyten zurück, die sich in Großbritannien seit der Industriellen Revolution entlang der Bahnlinien ausbreiteten wie Astern und Weiden, verzichtete allerdings auf Japanischen Staudenknöterich, der in Großbritannien meldepflichtig ist.

## King’s Cross in Literatur, Film und Musik

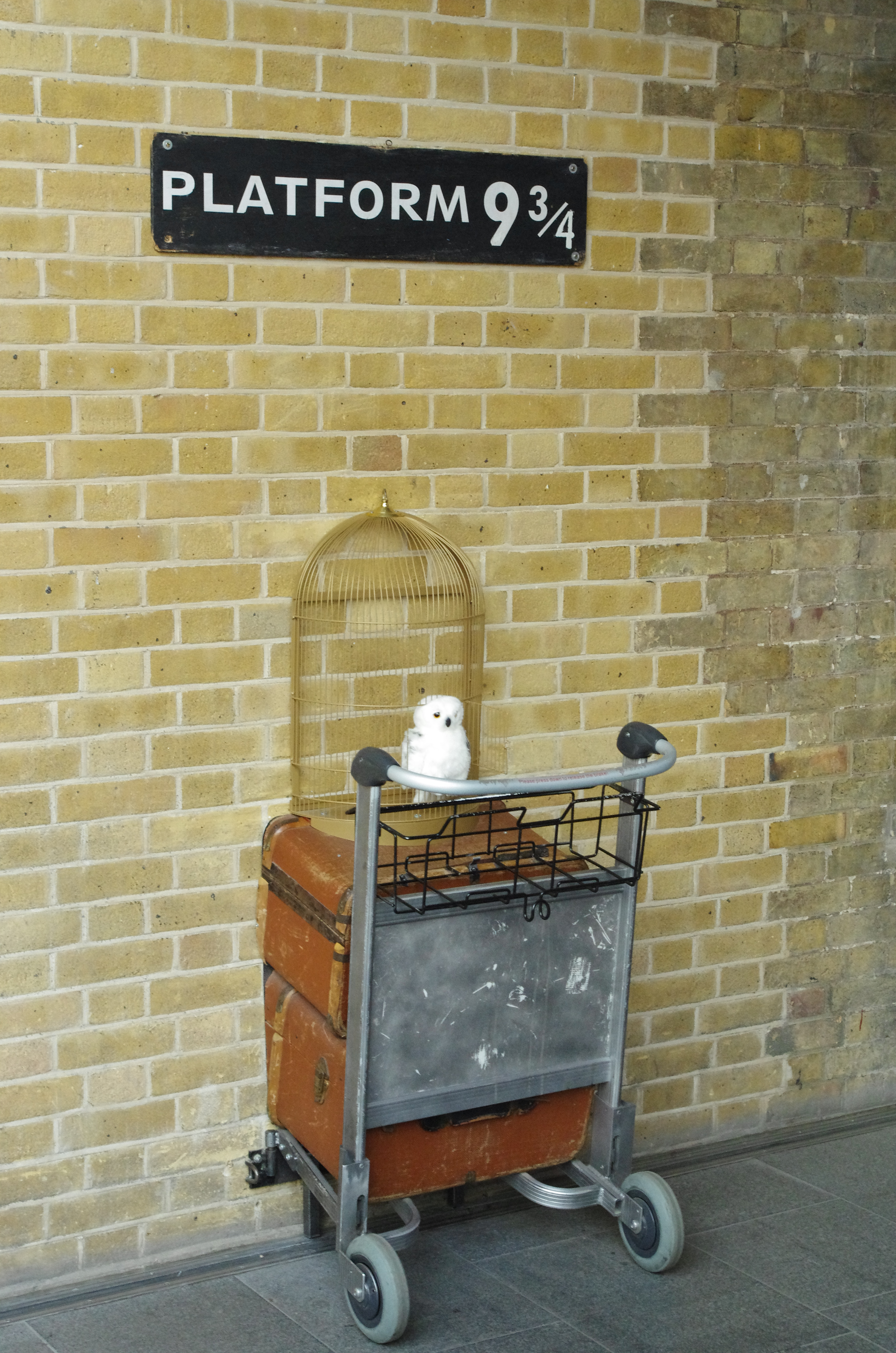
Die Wand, hinter der der aus den Harry-Potter-Romanen bekannte, fiktive Bahnsteig 9¾ verborgen ist

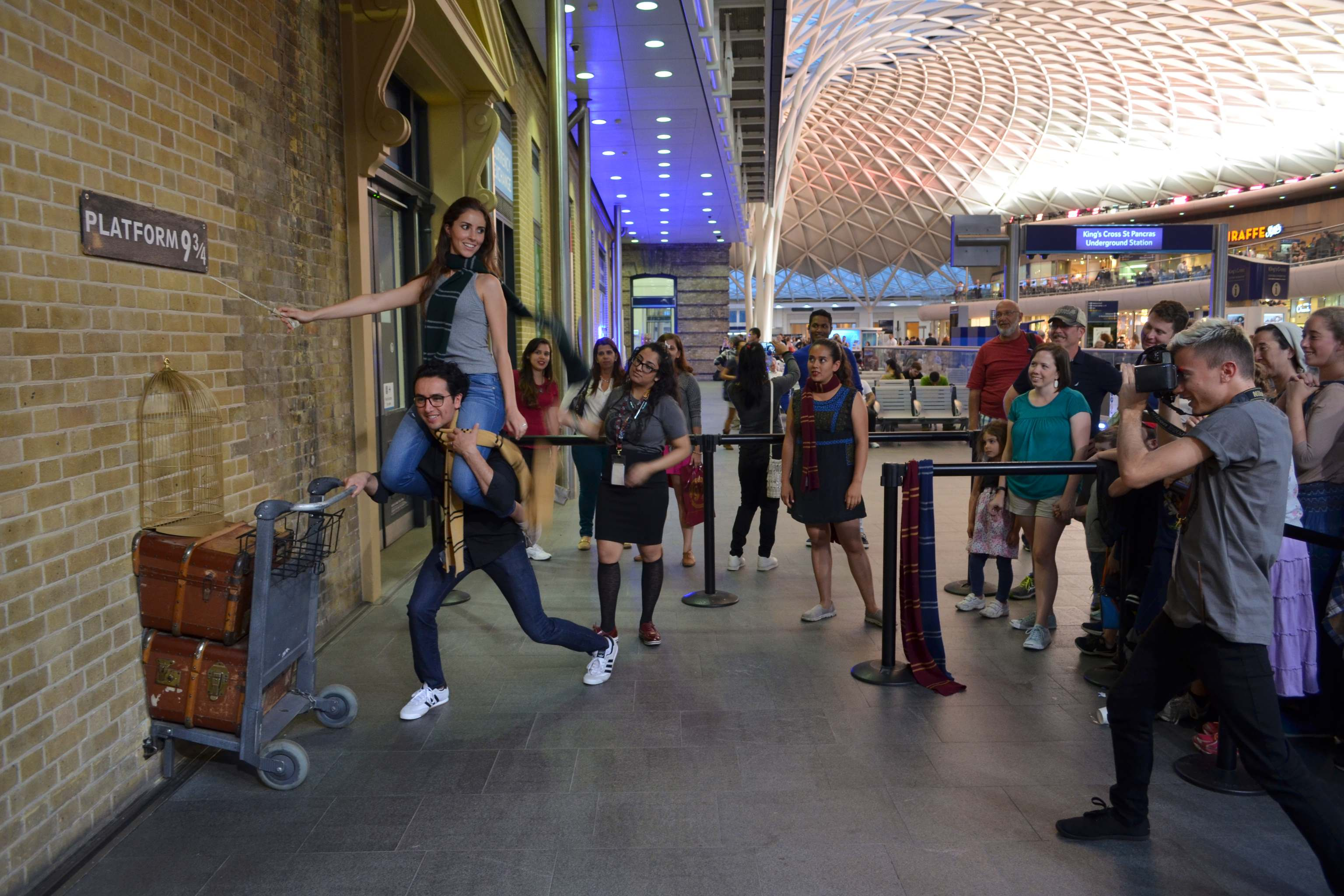
Touristen auf dem Gleis 9¾

### Film
Die Kriminalkomödie Ladykillers von 1955 ist im Bahnhof King’s Cross und in seiner näheren Umgebung entstanden. Die Außenaufnahmen des Films zeigen den Zustand vor den umfangreichen Verkehrs- und Stadtentwicklungs-Baumaßnahmen seit der Jahrtausendwende.
Hauptschauplatz der Handlung für Anthony Minghellas Film Breaking and Entering – Einbruch & Diebstahl ist neben dem Stadtteil Kings Cross die Grossbaustelle des neuen Eurostar-Terminals St Pancras/Kings Cross.

### Musik
Die Pet Shop Boys veröffentlichten auf ihrem Album Actually im Jahre 1987 einen Song namens King’s Cross. Das Musikvideo zum Song Rent, das ebenfalls aus dem Album Actually stammt, wurde teilweise in und um King’s Cross Station gedreht.
Die britische Indie-Rock-Band The Holloways veröffentlichte das Lied King’s Cross Cutie auf dem Album So This Is Great Britain? (2006).

## Schreibweise
Die korrekte Schreibweise des Bahnhofsnamens ist umstritten. Mit oder ohne Apostroph, beide Varianten existieren:
- Kings Cross ist der Name der umliegenden Gegend.
- King’s Cross lautet die „offizielle“ Beschriftung im Bahnhof sowie in der U-Bahn-Station und dem Liniennetzplan von London Underground.
- Kings Cross wiederum wird in Online-Fahrplänen und anderen „offiziellen“ Eisenbahn-Unterlagen verwendet.
- Seit 2004 nennt das Bahninfrastrukturunternehmen Network Rail den Bahnhof King’s Cross.
- Auf elektronischen Zielanzeigern an den Bahnhöfen wird auch die Bezeichnung London Kings X verwendet. Der interne Bahnhofscode lautet KGX.